# Joseph Baltheser von Löwenfeld
Joseph Freiherr Baltheser von Löwenfeld, avstrijski general, * 19. november 1791, † 25. september 1851.

## Življenjepis
V letih 1841−1848 je bil poveljnik 3. dragonskega polka.
Upokojen je bil 20. maja 1851.

## Pregled vojaške kariere
Napredovanja
- generalmajor: 18. april 1848
- podmaršal: 16. oktober 1849